# Jezioro Dobskie (powiat olecki)
Jezioro Dobskie – jezioro w woj. warmińsko-mazurskim, w pow. oleckim, w gminie Olecko, leżące na terenie Pojezierza Ełckiego.
Powierzchnia zwierciadła wody według różnych źródeł wynosi od 143,5 ha do 162,4 ha.
Zwierciadło wody położone jest na wysokości 158,2 m n.p.m. lub 158,4 m n.p.m. Średnia głębokość jeziora wynosi 11,1 m, natomiast głębokość maksymalna 43,3 m.
W oparciu o badania przeprowadzone w 2000 roku wody jeziora zaliczono do III klasy czystości.
Jezioro ma kształt rynny. Otoczenie jeziora to grunty orne, pastwiska i osiedla ludzkie. Nad jeziorem położone są wsie: Dobki, Gordejki, Duły i Jaśki. Część zachodnia zbiornika jest płytka o głębokościach 7–10 m. W części wschodniej charakter dna zmienia się radykalnie. Oprócz najczęstszych głębokości 10–20 m, występuje szereg głęboczków 29–43 m. Jest też górka podwodna widoczna już na głębokości 1 m. Dno przy brzegach jest twarde, piaszczyste, głębiej pokryte warstwą osadów.
Fauna i flora:
Roślinność wynurzona na ogół rzadka. W kilku miejscach tworzy gęstsze i większe skupiska: trzcina pospolita, sitowie, tatarak, skrzyp, pałka. Roślinność zanurzona: mlecz wodny, moczarka kanadyjska, ramienice, rdestnice. Można złowić następujące gatunki ryb: płoć, sielawa, leszcz, sieja, węgorz, szczupak, lin, okoń.